# 15 november
15 november är den 319:e dagen på året i den gregorianska kalendern (320:e under skottår). Det återstår 46 dagar av året.

## Återkommande bemärkelsedagar

### Nationaldagar
- Palestinas nationaldag

## Namnsdagar

### I den svenska almanackan
- Nuvarande – Leopold
- Föregående i bokstavsordning
  - Katja – Namnet infördes 1986 på 8 juli, men flyttades 1993 till dagens datum och 2001 till 25 november.
  - Leif – Namnet infördes på dagens datum 1986, men flyttades 1993 till 30 juni, där det har funnits sedan dess.
  - Leopold – Namnet infördes på dagens datum 1592 och fanns där i 401 år, fram till 1993, då det flyttades till 28 juni, för att 2001 dock återföras till dagens datum.
  - Lilian – Namnet infördes på dagens datum 1986, men flyttades 1993 till 7 maj och 2001 till 6 september.
  - Nadja – Namnet infördes på dagens datum 1993, men flyttades 2001 till 8 april.
- Föregående i kronologisk ordning
  - Före 1592 – ?
  - 1592–1900 – Leopold
  - 1901–1985 – Leopold
  - 1986–1992 – Leopold, Leif och Lilian
  - 1993–2000 – Katja och Nadja
  - Från 2001 – Leopold
- Källor
  - Brylla, Eva (red.). Namnlängdsboken. Gjøvik: Norstedts ordbok, 2000 ISBN 91-7227-204-X
  - af Klintberg, Bengt. Namnen i almanackan. Gjøvik: Norstedts ordbok, 2001 ISBN 91-7227-292-9

### Finlandssvenska almanackan
- Nuvarande från 2020[1] – Janina, Jeanette, Jannika, Janica
- I föregående revideringar[a][2]
  - 1929–1994 – Leopold
  - 1995–2014 – Janina, Jannika, Jeanette
  - 2015–2019 – Janina, Jannika, Janica, Jeanette

## Händelser
- 1028 – Romanos III Argyros blir bysantinsk kejsare.
- 1863 – Då Fredrik VII dör barnlös efterträds han som kung av Danmark av Kristian IX, som har utsetts till dansk tronföljare genom avtal 1852 och 1853, eftersom han genom sitt äktenskap med Louise av Hessen-Kassel är släkt med det danska kungahuset och dessutom i rakt nedstigande led är ättling till den danske 1500-talskungen Kristian III.
- 1889 – Efter en militärkupp tvingas Peter II av Brasilien att abdikera. Republik utropas.[3]
- 1899 – Københavns Tjenestepigeforening bildas i Danmark med målet att förbättra tjänsteflickornas arbetsförhållanden.[4]
- 1908 – Kongostaten, sedan 1885 styrts av Belgiens kung Leopold II som hans privata egendom, blir officiell belgisk koloni under namnet Belgiska Kongo.[5]
- 1935 – Filippinska samväldet grundas.[6]
- 1949 – avgår socialdemokraten David Hall som finansminister, efter den s.k. Hallaffären.
- 1971 – Intel introducerar Intel 4004, världens första mikroprocessor.
- 1983 – Den norra, av turkar dominerade, delen av Cypern utropar sig som Nordcypern. Denna statsbildning erkänns dock bara av Turkiet.
- 1984 – Ricky Bruch sätter svenskt rekord i diskus med 71,26 meter.
- 1989 – Tv-kanalen Comedy Central har världspremiär under det ursprungliga namnet Comedy Channel.
- 2001 – Xbox Lanseras i USA.
- 2005 – Laganbron öppnas vid Markaryd.
- 2022 – Befolkningen når 8 miljarder på jorden[7].

## Födda
- 1316 – Johan I, kung av Frankrike
- 1397 – Nicolaus V, påve
- 1570 – Francesco Curradi, italiensk barockmålare
- 1638 – Katarina av Bragança, engelsk drottning, gift med Karl II av England
- 1668 – Göran Josuæ Adelcrantz, svensk arkitekt
- 1707 – Fredrik von Friesendorff, svensk friherre och riksråd samt tillförordnad kanslipresident, landshövding i Västmanlands län
- 1708 – William Pitt den äldre, brittisk statsman och premiärminister
- 1738 – William Herschel, tysk-brittisk musiker och astronom, planeten Uranus upptäckare
- 1757 – Jacques René Hébert, fransk tidningsman och politiker
- 1776 – Pehr Henrik Ling, ”den svenska gymnastikens fader”, ledamot av Svenska Akademien
- 1784 – Jérôme Bonaparte, fransk militär och politiker, kung av Westfalen
- 1792 – Isaac Toucey, amerikansk demokratisk politiker, USA:s justitieminister, USA:s marinminister
- 1799 – James A. Bayard, Jr., amerikansk demokratisk politiker, senator (Delaware)
- 1807
  - Peter Hardeman Burnett, amerikansk politiker, guvernör i Kalifornien
  - James Henry Hammond, amerikansk politiker, senator (South Carolina)
- 1837 – Afrikan Spir, rysk filosof
- 1845 – John Ongman, svensk pastor och ledare för Örebromissionen
- 1850 – Victor Laloux, fransk arkitekt.
- 1859
  - Oscar Bernadotte, svensk prins, yngre bror till Gustav V
  - Christopher Hornsrud, norsk politiker, Norges förste socialdemokratiske statsminister
  - Anton Wiklund, svensk tävlingscyklist och företagare
- 1862 – Gerhart Hauptmann, tysk dramatiker och författare, mottagare av Nobelpriset i litteratur 1912
- 1874 – August Krogh, dansk zoofysiolog, mottagare av Nobelpriset i fysiologi eller medicin 1920
- 1880 – John Ekman, svensk skådespelare
- 1886 – Gösta Gustafson, svensk skådespelare
- 1890 – Richmal Crompton, brittisk författare av ungdomsböcker (Bill-böckerna)
- 1891 – Erwin Rommel, tysk generalfältmarskalk. ("Ökenräven")
- 1906
  - Curtis LeMay, amerikansk flygvapengeneral under andra världskriget, vicepresidentkandidat i presidentvalet 1968
  - Sven Löfgren, svensk rekvisitör och skådespelare
- 1907
  - Claus Schenk von Stauffenberg, tysk överste, huvudperson i 20 juli-attentatet 1944 mot Hitler
  - Sune Waldimir, svensk kapellmästare, kompositör och arrangör
- 1912 – Gabriella Garland, svensk radiokvinna och journalist
- 1913 – Harald Lundquist, svensk kompositör, orkesterledare och sångare
- 1923 – Lento Goffi, italiensk poet
- 1929 – Edward Asner, amerikansk skådespelare
- 1931
  - Calvin Floyd, svensk-amerikansk regissör, manusförfattare, författare, producent, jazzsångare, kompositör och pianist
  - Bengt Häger, åländsk politiker
  - Erik Tudeer, åländsk politiker
- 1932
  - Petula Clark, brittisk sångare och skådespelare
  - Alvin Plantinga, amerikansk filosof
- 1934 – Viola Sundberg, svensk skådespelare
- 1936 – Wolf Biermann, tysk vissångare och författare
- 1937 – Yaphet Kotto, amerikansk skådespelare
- 1942 – Daniel Barenboim, argentinsk-israelisk dirigent och pianist
- 1945 – Anni-Frid Lyngstad, norsk-svensk sångare, Abba
- 1947 – Bill Richardson, amerikansk politiker
- 1951 – Ellen Tauscher, amerikansk demokratisk politiker
- 1953 – Eugenia Roccella, italiensk politiker och journalist
- 1954 – Aleksander Kwaśniewski, polsk politiker, president
- 1959 – Tomas Riad, svensk språkvetare, ledamot av Svenska Akademien
- 1961 – Rossana Mariano, svensk skådespelare
- 1962 – Lasse Kronér, svensk musiker, sångare, programledare, textförfattare och kompositör
- 1968 – Ol' Dirty Bastard, egentligen Russell Jones, amerikansk rapartist, medlem i Wu-Tang Clan
- 1971 – Fredrik Virtanen, svensk journalist
- 1973 – Abdullah Suleiman, saudisk fotbollsspelare
- 1976
  - Brandon DiCamillo, amerikansk manusförfattare och skådespelare
  - Claudia Llosa, peruansk filmregissör, manusförfattare och producent
- 1977 – Bhavik Gandhi, svensk seglare, äventyrare och entreprenör
- 1979 – Josemi, egentligen Jose Miguel Gonzales Rey, spansk fotbollsspelare
- 1982 – Kalu Uche, nigeriansk fotbollsspelare
- 1983 – Fernando Verdasco, spansk tennisspelare
- 1993 – Paulo Dybala, argentinsk fotbollsspelare
- 1997 – Paula Badosa, spansk tennisspelare
- 1998 – Emma Larsson, svensk gymnast

## Avlidna
- 1630 – Johannes Kepler, 58, tysk astronom
- 1670 – Johan Amos Comenius, 78, tjeckisk pedagog, biskop och författare
- 1787 – Christoph Willibald Gluck, 73, tysk kompositör
- 1817 – Frans Suell, 73, svensk affärsman
- 1832 – Jean-Baptiste Say, 65, fransk ekonom och politiker
- 1848 – Pellegrino Rossi, 61, italiensk politiker
- 1853 – Maria II, 34, drottning av Portugal
- 1863 – Fredrik VII, 55, kung av Danmark
- 1908 – Änkekejsarinnan Cixi, 72, regerande änkekejsarinna i Kina
- 1916 – Henryk Sienkiewicz, 70, polsk romanförfattare, mottagare av Nobelpriset i litteratur 1905
- 1917 – Émile Durkheim, 59, fransk sociolog
- 1919 – Alfred Werner, 52, schweizisk kemist, mottagare av Nobelpriset i kemi 1913
- 1926 – Lafayette Young, 78, amerikansk republikansk politiker och publicist, senator (Iowa)
- 1930 – Alfred Wegener, 50, tysk meteorolog, geolog (kontinentaldriftsteorin)
- 1944 – Smith W. Brookhart, 75, amerikansk politiker, senator (Iowa)
- 1948 – Clarence Morley, 79, amerikansk jurist och politiker, guvernör i Colorado
- 1953 – Wilhelm Stuckart, 50, tysk nazistisk politiker
- 1954 – Lionel Barrymore, 76, amerikansk skådespelare
- 1957 – Kurt Pettersén, 41, svensk brottare, OS-guld 1948
- 1958 – Tyrone Power, 44, amerikansk skådespelare
- 1959 – C.T.R. Wilson, 90, brittisk fysiker, mottagare av Nobelpriset i fysik 1927
- 1963 – Svend Dahl, 76, dansk biblioteksman
- 1970 – Ragnar Hyltén-Cavallius, 84, svensk manusförfattare, regissör och skådespelare
- 1971 – Rudolf Abel, 68, sovjetisk överste och spion
- 1972 – Carl Olsson i Mellerud, 91, svensk banarbetare och politiker (socialdemokrat)
- 1976 – Jean Gabin, 72, fransk skådespelare
- 1978 – Margaret Mead, 76, amerikansk antropolog
- 1982 – Håkan Thorsén, 54, svensk tecknare och lärare
- 1983 – John Le Mesurier, 71, brittisk skådespelare
- 1985 – Meret Oppenheim, 72, schweizisk konstnär inom surrealismen
- 2006 – Ana Carolina Reston, 21, brasiliansk fotomodell
- 2007 – Azar Habib, 61, libanesisk sångare
- 2008 – Ivan Southall, 87, australisk barnboksförfattare
- 2009
  - Pierre Harmel, 98, belgisk politiker, före detta premiärminister
  - Pavle, 95, serbisk-ortodoxa kyrkans överhuvud
- 2011
  - Oba Chandler, 65, amerikansk mördare
  - Dulcie Gray, 95, brittisk skådespelare
- 2012 – Frode Thingnæs, 72, norsk musiker
- 2014 – Emanuel Minos, 89, norsk teolog och predikant
- 2015 – Saeed Jaffrey, 86, indisk skådespelare
- 2017 – Lil Peep, 21, amerikansk artist
- 2019 – Harrison Dillard, 96, amerikansk friidrottare
- 2023 – Hans Herbjørnsrud, 85, norsk författare